# ثبيرة وباجو
ثبيرة وباجو (الاسم العلمي:Acokanthera wabajo) هي نوع نباتي يتبع جنس الثبيرة من فصيلة الدفلية.